# Uppbromsningssystem
Uppbromsningssystem är anordningar fästa på rälsen som kan bromsa upp passerande vagnar, vanligen godsvagnar, på en rangerbangård.
Det finns två typer:
- Balkbroms med en eller två balkar parallella med rälsen som pressar mot passerande hjuls sida eller sidor. De manövreras hydrauliskt och ger en given bromseffekt. Används för att minska ner hastigheten.
- Kolvbroms som i praktiken är ett antal kolvar som fästs efter varandra utmed rälsens insida. När ett hjul passerar träffar dess fläns en kolv som trycks ned. Kolven är så dämpad med olja och kvävgas att den ger ett högt motstånd om den pressas ned hastigt, men inget motstånd under en viss hastighet. De användes för att hålla nere hastigheten till en given nivå (vanligen ½km/t). Placeras på rangerspåren där en växlad vagn ska stoppas upp mot den vagn den ska kopplas till. Kolvarna kan med en annan pneumatisk kolv tryckas ned för normal passage utan inbromsning.

Uppbromsningssystemen styrs normalt automatiskt från rangerbangårdens ställverk.
Referenser:
- Järnvägsspår
- Banverkets balkbromsspecifikation från Hallsberg: [död länk]
- Banverkets kolvbromsspecifikation från Hallsberg: [död länk]